# Gianluigi Quinzi
Gianluigi Quinzi (ur. 1 lutego 1996 w Cittadella) – włoski tenisista, lider juniorskiego rankingu ITF (w 2013),  zwycięzca wielkoszlemowego Wimbledonu w grze pojedynczej chłopców w 2013 roku.
Najwyżej sklasyfikowany w rankingu ATP World Tour w singlu był na 146. miejscu (17 grudnia 2018), a w deblu na 441. pozycji (26 września 2016).

## Kariera tenisowa

### Kariera juniorska
W 2013 roku zwyciężył w rywalizacji w grze pojedynczej w wielkoszlemowym Wimbledonie. Jego przeciwnikiem w meczu o mistrzostwo był Chung Hyeon, którego pokonał wynikiem 7:5, 7:6(2). Osiągał też cztery ćwierćfinały oraz jeden półfinał w singlu, a także dwa ćwierćfinały i jeden półfinał w deblu.

### Statystyki

#### Historia występów w juniorskim Wielkim Szlemie w singlu
| Turniej         | 2011 | 2012 | 2013 |
| --------------- | ---- | ---- | ---- |
| Australian Open | A    | A    | QF   |
| French Open     | 1R   | 3R   | QF   |
| Wimbledon       | A    | SF   | W    |
| US Open         | 1Q   | QF   | QF   |

#### Historia występów w juniorskim Wielkim Szlemie w deblu
| Turniej         | 2011 | 2012 | 2013 |
| --------------- | ---- | ---- | ---- |
| Australian Open | A    | A    | A    |
| French Open     | A    | SF   | 1R   |
| Wimbledon       | A    | QF   | 1R   |
| US Open         | A    | 1R   | QF   |

#### Finały juniorskich turniejów wielkoszlemowych

##### Gra pojedyncza (1–0)
| Legenda               |
| Australian Open (0–0) |
| French Open (0–0)     |
| Wimbledon (1–0)       |
| US Open (0–0)         |

| Wygrane według nawierzchni |
| Twarda (0–0)               |
| Ceglana (0–0)              |
| Trawiasta (1–0)            |
| Dywanowa (0–0)             |

| Końcowy wynik | Rok  | Turniej   | Nawierzchnia | Przeciwnik  | Wynik finału |
| Zwycięzca     | 2013 | Wimbledon | Trawiasta    | Chung Hyeon | 7:5, 7:6(2)  |